# Acalolepta subspeciosa
Acalolepta subspeciosa är en skalbaggsart som beskrevs av Stefan von Breuning 1963. Acalolepta subspeciosa ingår i släktet Acalolepta och familjen långhorningar. Inga underarter finns listade i Catalogue of Life.